# Leptochilus amos
Leptochilus amos är en stekelart som beskrevs av Gusenleitner 1972. Leptochilus amos ingår i släktet Leptochilus och familjen Eumenidae. Utöver nominatformen finns också underarten L. a. rufocitrinus.